# Bandar Al-Ahbabi
Bandar Al-Ahbabi, né le 9 juillet 1990 à Al-Aïn aux Émirats arabes unis, est un joueur de football international international émirati, qui évolue au poste d'arrière droit.

## Biographie

### Carrière en club
Bandar Al-Ahbabi dispute de nombreux matchs en Ligue des champions d'Asie avec le club d'Al-Aïn. Il joue les quarts de finale de cette compétition en 2017.
En décembre 2018, il participe avec cette équipe à la Coupe du monde des clubs organisée dans son pays natal. Lors de cette compétition, il joue quatre matchs, inscrivant un but contre l'Espérance sportive de Tunis au 2e tour. Al Ain s'incline en finale face au prestigieux Real Madrid (défaite 4-1).

### Carrière en sélection
Il reçoit sa première sélection en équipe des Émirats arabes unis le 11 juin 2015, en amical contre la Corée du Sud (défaite 3-0). Il ne joue plus ensuite en équipe nationale pendant plus de trois ans.
Lors de l'été 2018, il effectue son retour en sélection, à l'occasion d'un match amical contre Andorre (score : 0-0). Par la suite, en janvier 2019, il est retenu par le sélectionneur Alberto Zaccheroni afin de participer à la Coupe d'Asie des nations organisée dans son pays natal. Lors de cette compétition, il est titulaire et joue six matchs. Les joueurs émiratis s'inclinent en demi-finale face au Qatar.
Il inscrit son premier but en équipe nationale le 21 mars 2019, en amical contre l'Arabie saoudite (victoire 2-1).

## Palmarès

### En club
- Al-Aïn
  - Championnat des Émirats arabes unis : 
    - Champion : 2018 et 2022

  - Coupe des Émirats arabes unis
    - Vainqueur :  2018
    - Finaliste : 2024

  - Coupe de la Ligue
    - Vainqueur : 2022
    - Finaliste : 2023 et 2024

  - Ligue des champions de l'AFC
    - Vainqueur : 2024
    - Finaliste : 2016

  - Coupe du monde des clubs de la FIFA
    - Finaliste : 2018

### En sélection
- Émirats arabes unis
  - Coupe d'Asie
    - Troisième : 2015